# Elecciones municipales de Trujillo de 2006
Las elecciones municipales de Trujillo de 2006 se llevaron a cabo el 19 de noviembre de 2006 para elegir al alcalde y al Concejo Provincial de Trujillo para el periodo 2007-2010. La elección se celebró simultáneamente con elecciones regionales y municipales (provinciales y distritales) en todo el país.
José Murgia Zannier, quien había ocupado la alcaldía provincial de Trujillo de forma ininterrumpida desde 1990, decidió no postular a la reelección. En su lugar, optó por postular al cargo de presidente regional de La Libertad. Como sucesor en la candidatura aprista a la alcaldía provincial fue elegido Moisés Arias, entonces alcalde distrital de Víctor Larco Herrera. Arias se enfrentó a César Acuña Peralta, excongresista y líder del recientemente fundado partido Alianza para el Progreso. La candidatura de Acuña generó gran expectativa desde un inicio, y rápidamente logró posicionarse como uno de los favoritos en la contienda, capitalizando el desgaste del aprismo y presentándose como una alternativa renovadora frente al continuismo político.
Los resultados fueron históricos: por primera vez desde que se instauraron las elecciones municipales en 1963, el Partido Aprista Peruano perdió la alcaldía provincial de Trujillo. La victoria de Acuña fue contundente: logró una ventaja de casi 30 puntos porcentuales sobre su competidor más cercano, acumulando más de 220 mil votos. Esta cifra sigue siendo, hasta hoy, la mayor cantidad de votos obtenida por un partido en una elección municipal en Trujillo, y solo ha sido superada en participación ciudadana por la elección de 1963. La derrota fue tan impactante para el partido de la estrella que el propio Alan García, entonces presidente de la República y líder nacional del aprismo, la calificó como una «puñalada en el corazón».
La caída aprista no se limitó al ámbito provincial: por primera vez, el partido también perdió la mayoría de municipios distritales del área metropolitana de Trujillo, incluso en bastiones que habían sido su fortaleza durante décadas. De todos los distritos que había ganado en las elecciones anteriores, el aprismo solo logró conservar Florencia de Mora y sumar Salaverry, configurando así su peor desempeño electoral desde 1995. En contraste, Alianza para el Progreso obtuvo una victoria arrolladora, logrando la alcaldía en más de la mitad de los distritos, entre ellos La Esperanza, el más poblado de la provincia. Otros partidos, como Fuerza Democrática y la coalición Juntos por La Libertad, también lograron conquistar una alcaldía distrital cada uno.
Las elecciones de 2006 marcaron un hito en la historia política de Trujillo. El triunfo de César Acuña no solo significó el inicio de su ascenso como figura clave en la política regional y nacional, sino que también evidenció el inicio del declive del dominio aprista en La Libertad. Su hegemonía en el denominado «sólido norte», región históricamente fiel a ese partido, empezó a resquebrajarse y a ser reemplazada gradualmente por el apepismo, una fuerza en ascenso que cambiaría el mapa político de la región en los años siguientes.

## Sistema electoral
La Municipalidad Provincial de Trujillo es el órgano administrativo y de gobierno de la provincia de Trujillo. Está compuesta por el alcalde y el Concejo Provincial.
La votación del alcalde y el concejo se realiza en base al sufragio universal, que comprende a todos los ciudadanos nacionales mayores de dieciocho años, empadronados y residentes en la provincia de Trujillo y en pleno goce de sus derechos políticos, así como a los ciudadanos no nacionales residentes y empadronados en la provincia de Trujillo.
El Concejo Provincial de Trujillo está compuesto por 15 regidores elegidos por sufragio directo para un período de cuatro (4) años, en forma conjunta con la elección del alcalde (quien lo preside). La votación es por lista cerrada y bloqueada. Se asigna a la lista ganadora los escaños según el método d'Hondt o la mitad más uno, lo que más le favorezca. Es elegido como alcalde el candidato que ocupe el primer lugar de la lista que haya obtenido la más alta votación.

## Composición del Concejo Provincial de Trujillo
La siguiente tabla muestra la composición del Concejo Provincial de Trujillo antes de las elecciones.
| Partidos | Partidos                                  | Regidores |
| -------- | ----------------------------------------- | --------- |
|          | Partido Aprista Peruano                   | 9         |
|          | Fuerza Democrática                        | 5         |
|          | Lista Independiente N° 1 Contigo Trujillo | 1         |

## Partidos y candidatos
A continuación se muestra una lista de los principales partidos y alianzas electorales que participaron en las elecciones:
| Candidatura | Candidatura | Partidos y alianzas | Candidatos | Candidatos                   | Ideología                                                          | Resultado previo | Resultado previo | Ref. |
| Candidatura | Candidatura | Partidos y alianzas | Candidatos | Candidatos                   | Ideología                                                          | Votos (%)        | Reg.             | Ref. |
| ----------- | ----------- | --- | ---------- | ---------------------------- | ------------------------------------------------------------------ | ---------------- | ---------------- | ---- |
|             | APRA        | Lista - Partido Aprista Peruano (APRA)                                                                                         |            | Moisés Arias Quezada         | Aprismo                                                            | 42.39%           | 9                |      |
|             | FD          | Lista - Fuerza Democrática (FD)                                                                                                |            | Eduardo Cassinelli Rodríguez | Reformismo                                                         | 29.75%           | 5                |      |
|             | APP         | Lista - Alianza para el Progreso (APP)                                                                                         |            | César Acuña Peralta          | Liberalismo económico Conservadurismo liberal Populismo de derecha | 4.61%            | 0                |      |
|             | AP          | Lista - Acción Popular (AP) |            | Alfonso Ibáñez Carranza      | Humanismo Nacionalismo cívico Reformismo                           | 0.88%            | 0                |      |
|             | JxL         | Lista - Juntos por La Libertad (PPC–SN–Súmate) – Partido Popular Cristiano (PPC) – Solidaridad Nacional (SN) – Súmate (Súmate) |            | Alejandro Santa María Silva  | Democracia cristiana Conservadurismo social Liberalismo económico  | Nuevo            | Nuevo            |      |
|             | PNP         | Lista - Partido Nacionalista Peruano (PNP)                                                                                     |            | Óscar Loyola Zurita          | Socialismo democrático Nacionalismo de izquierda                   | Nuevo            | Nuevo            |      |

## Resultados

### Sumario general
|                        |                                        |              |              |              |           |           |  |  |
| Partidos y coaliciones | Partidos y coaliciones                 | Voto popular | Voto popular | Voto popular | Regidores | Regidores |  |  |
| Partidos y coaliciones | Partidos y coaliciones                 | Votos        | %            | ±pp          | Total     | +/−       |  |  |
|                        | Alianza para el Progreso (APP)         | 229,673      | 56.49        | +51.88       | 9         | +9        |  |  |
|                        | Partido Aprista Peruano (APRA)         | 116,803      | 28.73        | –13.66       | 5         | –4        |  |  |
|                        | Fuerza Democrática (FD)                | 25,357       | 6.24         | –23.51       | 1         | –4        |  |  |
|                        | Juntos por La Libertad (PPC–SN–Súmate) | 22,326       | 5.49         | Nuevo        | 0         | ±0        |  |  |
|                        | Partido Nacionalista Peruano (PNP)     | 10,656       | 2.62         | Nuevo        | 0         | ±0        |  |  |
|                        | Acción Popular (AP)                    | 1,742        | 0.43         | –0.45        | 0         | ±0        |  |  |
|                        |                                        |              |              |              |           |           |  |  |
| Total                  | Total                                  | 406,557      |              |              | 15        | ±0        |  |  |
|                        |                                        |              |              |              |           |           |  |  |
| Votos válidos          | Votos válidos                          | 406,557      | 90.32        | +2.88        |           |           |  |  |
| Votos en blanco        | Votos en blanco                        | 17,614       | 3.91         | –2.26        |           |           |  |  |
| Votos nulos            | Votos nulos                            | 25,964       | 5.77         | –0.62        |           |           |  |  |
| Votos emitidos         | Votos emitidos                         | 450,135      | 86.45        | +2.28        |           |           |  |  |
| Abstenciones           | Abstenciones                           | 70,541       | 13.55        | –2.28        |           |           |  |  |
| Votantes registrados   | Votantes registrados                   | 520,676      |              |              |           |           |  |  |
|                        |                                        |              |              |              |           |           |  |  |
| Fuente:                |                                        |              |              |              |           |           |  |  |

### Concejo Provincial de Trujillo
| Cargo                           | Autoridad electa           | Partido político | Partido político         |
| ------------------------------- | -------------------------- | ---------------- | ------------------------ |
| Alcalde Provincial de Trujillo  | César Acuña Peralta        |                  | Alianza para el Progreso |
| Regidor Provincial de Trujillo  | Carlos Burméster Landauro  |                  | Alianza para el Progreso |
| Regidora Provincial de Trujillo | Gloria Montenegro Figueroa |                  | Alianza para el Progreso |
| Regidor Provincial de Trujillo  | Dante Chávez Abanto        |                  | Alianza para el Progreso |
| Regidor Provincial de Trujillo  | Juan Rabines Llontop       |                  | Alianza para el Progreso |
| Regidor Provincial de Trujillo  | Pablo Penagos Ruzo         |                  | Alianza para el Progreso |
| Regidor Provincial de Trujillo  | Carlos Ríos Gutti          |                  | Alianza para el Progreso |
| Regidora Provincial de Trujillo | Teresita Bravo Malca       |                  | Alianza para el Progreso |
| Regidor Provincial de Trujillo  | Carlos Matos Izquierdo     |                  | Alianza para el Progreso |
| Regidora Provincial de Trujillo | Flor Nolasco Pérez         |                  | Alianza para el Progreso |
| Regidor Provincial de Trujillo  | Luis Reyes Pita            |                  | Partido Aprista Peruano  |
| Regidor Provincial de Trujillo  | Edward Berrocal Gamarra    |                  | Partido Aprista Peruano  |
| Regidor Provincial de Trujillo  | Daniel Salaverry Villa     |                  | Partido Aprista Peruano  |
| Regidor Provincial de Trujillo  | Roger Obeso Acevedo        |                  | Partido Aprista Peruano  |
| Regidor Provincial de Trujillo  | Luis Calderón Carbajal     |                  | Partido Aprista Peruano  |
| Regidor Provincial de Trujillo  | Noé Anticona Solórzano     |                  | Fuerza Democrática       |

## Elecciones municipales distritales

### Sumario general
| | Alianza para el Progreso (APP)                 |  |  |       | 6  | +6 |  |  |
| | Partido Aprista Peruano (APRA)                 |  |  |       | 2  | –7 |  |  |
| | Fuerza Democrática (FD)                        |  |  |       | 1  | +1 |  |  |
| | Juntos por La Libertad (PPC–SN–Súmate)         |  |  | Nuevo | 1  | +1 |  |  |
| | Partido Nacionalista Peruano (PNP)             |  |  | Nuevo | 0  | ±0 |  |  |
| | Acción Popular (AP)                            |  |  |       | 0  | ±0 |  |  |
| | Agrupación Independiente Sí Cumple (Sí Cumple) |  |  | Nuevo | 0  | ±0 |  |  |
| | Unión por el Perú (UPP)1                       |  |  |       | 0  | ±0 |  |  |
| | Listas independientes distritales              |  |  | n/a   | 0  | –1 |  |  |
| |                                                |  |  |       |    |    |  |  |
| Total | Total                                          |  |  |       | 10 | ±0 |  |  |
| |                                                |  |  |       |    |    |  |  |
| Votos válidos |                                                |  |  |       |    |    |  |  |
| Votos en blanco |                                                |  |  |       |    |    |  |  |
| Votos nulos |                                                |  |  |       |    |    |  |  |
| Votos emitidos |                                                |  |  |       |    |    |  |  |
| Abstenciones |                                                |  |  |       |    |    |  |  |
| Votantes registrados |                                                |  |  |       |    |    |  |  |
| |                                                |  |  |       |    |    |  |  |
| Fuente: |                                                |  |  |       |    |    |  |  |
| Notas al pie: 1 Comparado con los resultados de Agrupación Independiente Unión por el Perú – Frente Amplio (UPP) en las elecciones de 2002. |                                                |  |  |       |    |    |  |  |
| Notas al pie: |                                                |  |  |       |    |    |  |  |
| 1 Comparado con los resultados de Agrupación Independiente Unión por el Perú – Frente Amplio (UPP) en las elecciones de 2002.               |                                                |  |  |       |    |    |  |  |

### Resultados por distrito
La siguiente tabla enumera el control de los distritos de la provincia de Trujillo. El cambio de mando de una organización política se resalta del color de ese partido.
| Distrito             | Alcalde(sa) titular       | Partido político | Partido político        | Alcalde(sa) electo(a)          | Partido político | Partido político         |
| -------------------- | ------------------------- | ---------------- | ----------------------- | ------------------------------ | ---------------- | ------------------------ |
| El Porvenir          | Pedro Ordóñez Lindo       |                  | Partido Aprista Peruano | Luis Sánchez Coronel           |                  | Juntos por La Libertad   |
| Florencia de Mora    | Juan Castro Ávalos        |                  | Partido Aprista Peruano | Wilson Toribio Vereau          |                  | Partido Aprista Peruano  |
| Huanchaco            | Francisco García Calderón |                  | Partido Aprista Peruano | Fernando Bazán Pinillos        |                  | Alianza para el Progreso |
| La Esperanza         | Juan Namoc Medina         |                  | Partido Aprista Peruano | Daniel Marcelo Jacinto         |                  | Alianza para el Progreso |
| Laredo               | Edward Berrocal Gamarra   |                  | Partido Aprista Peruano | Miguel Chávez Castro           |                  | Alianza para el Progreso |
| Moche                | Henry Sachun Castro       |                  | Partido Aprista Peruano | Roger Quispe Rosales           |                  | Fuerza Democrática       |
| Poroto               | Jorge Mudarra Fernández   |                  | Partido Aprista Peruano | Rufino Alfaro Ávila            |                  | Alianza para el Progreso |
| Salaverry            | Félix Campaña Silva       |                  | Renovación Salaverrina  | Miguel Martínez Vargas Durango |                  | Partido Aprista Peruano  |
| Simbal               | Santos Castañeda Carranza |                  | Partido Aprista Peruano | Javier Castañeda Carranza      |                  | Alianza para el Progreso |
| Víctor Larco Herrera | Moisés Arias Quezada      |                  | Partido Aprista Peruano | Carlos Vásquez Llamo           |                  | Alianza para el Progreso |